# Graphania lignisecta
Graphania lignisecta är en fjärilsart som beskrevs av Walker 1857. Graphania lignisecta ingår i släktet Graphania och familjen nattflyn. Inga underarter finns listade i Catalogue of Life.